# Аминево (Костромская область)
Аминево — село в Нерехтском районе Костромской области. Входит в состав Ёмсненского сельского поселения.

## География
Село находится в юго-западной части Костромской области на расстоянии приблизительно 28 км на восток-юго-восток по прямой от районного центра города Нерехта.

## История
Упоминается с 1810 года как место построения Троицкой церкви. Принадлежало помещикам Кобылиным, чей предок служил в рядах опричников Ивана Грозного. В 1872 году был учтен 21 двор, в 1907 году отмечено было 27 дворов.

## Население
Постоянное население составляло 214 человек (1872 год), 106 (1897), 147 (1907), 104 в 2002 году (русские 89 %), 87 в 2022.